# ABC Dragonfly
O ABC Dragonfly, foi um motor radial para aviões britânico desenvolvido no final da Primeira Guerra Mundial. Havia a expectativa de que esse motor apresentasse uma excelente performance, e foi encomendado em grande quantidade. No entanto, ele provou ser muito pouco confiável, e foi abandonado quando suas falhas ficaram impossíveis de ser corrigidas.

## Projeto e desenvolvimento
A ABC Motors foi fundada em 1911 por Granville Bradshaw, que era também o projetista chefe da companhia. Em 1917, depois de testes promissores do motor radial refrigerado a ar ABC Wasp, Bradshaw projetou um motor de nove cilindros maior e mais potente, o Dragonfly. O motor era simples e de fácil produção, com a previsão de fornecer 340 hp para um peso de 273 kg. Uma característica exclusiva desse modelo era o uso de aletas de refrigeração recobertas de cobre, o que Bradshaw garantiu que iria impedir a água de ferver na superfície dos radiadores.
Baseado na performance prometida, Sir William Weir, o diretor de duprimentos aeronáuticos, tomou a decisão de oficializar uma grande encomenda para o Dragonfly, sendo 11.500 motores encomendados de 13 fornecedores em Junho de 1918. O plano era de que uma grande parte dos aviões da RAF fossem impulsionados pelo Dragonfly em 1919. Modelos projetados para usar esse motor incluíram: o Sopwith Dragon (derivado do Snipe), o Nieuport Nighthawk, e o Siddeley Siskin. Dessa encomenda, 1.147 motores foram construídos mas apenas nove ou dez chegaram a voar.
Testes demonstraram graves problemas com esse motor. Ele estava sujeito a superaquecimento extremo, as aletas recobertas de cobre se mostraram inúteis; o consumo de combustível era bem pior que o esperado; e sofria de vibrações severas, devido à ressonância do eixo de manivelas. Esses problemas se mostraram sem solução, e o Dragonfly acabou sendo abandonado.

## Utilização
| - Armstrong Whitworth Ara - Austin Greyhound - Avro 533 Manchester - BAT Basilisk - Boulton Paul Bourges - Bristol Badger - de Havilland Oxford - Nieuport Nighthawk - Nieuport London | - Siddeley Siskin - Sopwith Bulldog - Sopwith Cobham - Sopwith Rainbow - Sopwith Dragon - Sopwith Snark - Sopwith Snapper - Westland Weasel |